# José Felipe Márquez Cañizales
José Felipe Márquez Cañizales is een gemeente in de Venezolaanse staat Trujillo. De gemeente telt 6500 inwoners. De hoofdplaats is El Paradero.